# اللمع في أصول الفقه
اللمع في أصول الفقه كتاب في علم أصول الفقه على المذهب الشافعي، مؤلفه أبو إسحاق الشيرازي، طلب منه بعض إخوانه في أن يصنف لهم مختصراً في أصول المذهب، فاستجاب لطلبهم وقام بوضع كتابه هذا، وقد اختصر فيه المصنف كتابه «التبصرة في أصول الفقه».
قال مؤلفه: «سألنى بعض إخواني أن أصنف مختصرا في المذهب، في أصول الفقه ليكون ذلك مضافا إلى ما عملت من التبصرة، في الخلاف فأجبته إلى ذلك إيجابا لمسألته وقضاء لحقه، وأشرت فيه إلى ذكر الخلاف وما لابد منه من الدليل، فربما وقع ذلك إلى من ليس عنده ماعملت من الخلاف».
وقد بدأ في تصنيفه سنة 455هـ وفرغ منه في سنة 469هـ، يشتمل الكتاب على كثير من الأدلة. وقد اهتم بشأنه فقهاء الشافعية
شرحه المصنف نفسه، وكذلك شرحه ضياء الدين الكردي، وشرحه أيضاً أبو محمد عبد الله بن أحمد البغدادي.